# Arthur Hoffmann
Arthur Hoffmann ( 18 de Junho de 1857 - 23 de Julho de 1927) foi um político da Suíça.

## Biografia
Hoffman era filiado ao Partido Liberal Democrático e exerceu a presidência da Confederação Suiça, em 1914.
Eleito para o Conselho Federal suíço em 4 de Abril de 1911, renunciou em  19 de Junho de 1917, como resultado do Escândalo Grimm-Hoffmann, que abalou a imagem de neutralidade da Suiça, durante a Primeira Guerra Mundial.
Durante sua permanência no Conselho, presidiu os seguintes departamentos:
- Departamento de Justiça e Polícia (1911)

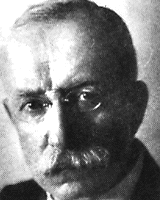
Arthur Hoffmann

- Departamento Militar (1912-1913)
- Departamento Político 1914-1917)